# Неофициальное советское искусство 1980-х годов
Неофициальное искусство СССР восьмидесятых годов, художественная сцена 1980-х годов в СССР — ситуация в мире искусства данного периода завершила длившейся с 1920-х по 1980-е годы «культурный герметизм СССР» и позволила бывшим неофициальным художникам, выставляя свои работы не только в СССР, но и заграницей, проявить всю «инаковость» русского искусства XX века, которое впервые столкнулось с международным рынком.
В 1981 году появляется Товарищество экспериментального изобразительного искусства, и уже в начале 1980-х младшие неофициальные художники думали, как преподнести своё искусство: соц-арт или московский концептуализм. Позднее появился и другой путь— инсталляция, которая стала главной формой советского искусства 1980-х и 1990-х годов.

## Особенности
Особенностью культурной жизни 1960-х — середины 1980-х годов стало движение от монокультуры к художественному многообразию.
Политика 70-х — середины 80-х гг., вошедшая в историю как «период застоя» уже не смогла повлиять на главные качества искусства — человечность, сочувствие, отражение радостей и тревог людей, способность задуматься над «вечными» проблемами и вселить надежду. Подцензурное искусство начинает реально соответствовать идеям и лозунгам, провозглашаемым КПСС: гуманизм, равенство, братство и справедливость.
Постепенный процесс дифференциации в среде художественной интеллигенции в дальнейшем становился все более ярко выраженным, что способствовало формированию многослойности культуры, появлению тех творческих идей и тенденций, которые предопределили пути и проблемы развития российской культуры на современном этапе.
Помимо творческой роли личности немалым значением для данного периода обладает система культурно-просветительных центров, которые выполняли роль своеобразных посредников между творческой интеллигенцией и публикой. К 1980-м годам каждый районный центр располагал полноценным комплексом культурно-просветительных учреждений: дома культуры, районные детские и взрослые библиотеки, детские музыкальные и художественные школы, парки культуры и отдыха, народные театры или любительские музыкальные коллективы, музеи, ведомственные клубы, культурно-спортивные комплексы. Массовый характер организации культурно-просветительских мероприятий также способствовал «раскрытию» творческого потенциала страны.

## Соц-арт
Сценой для этой тенденции стала галерея Апт-арт (1982—1984), которая потом дала название стилю апт-арт. Художники апт-арта создавали перфомансы-приключения и объекты-игрушки. Главными представители данного направления были членами арт-группы «Мухоморы», которые в качестве своей первой акции юные художники ворвались на выставку нонконформистского искусства и развесили там свои работы, пародируя футуристический жест. Художники отрицали понятие собственности и плагиата, а искусство понимали как образ жизни. Примером может послужить перфоманс «Метро» (1979), когда художники провели весь день под землёй. «Мухоморы» идентифицировали себя с советскими гражданами, героями поп-культуры, а также с обывателями, которые мечтают стать поп-звёздами.
Константин Звездочётов в серии картин-стендов «Пердо» (1978—1988), где представил новый советский эпос в живописи. Источником такого стиля были советские плакаты, марки, открытки, символы православной, языческой религий.

## «Новые художники»
Аналогичная «новая волна» произошла в 1980-х в Ленинграде, и была представлена двумя группами —неоэкспрессионистами и некрореалистами.
Во главе неоэкспрессионизма встали Тимур Новиков и Сергей Бугаев-Африка, Тимур Новиков в 1990 году провозгласил доктрину «неоакадемизма», объявив его петербургской идентичностью
Некрореалисты (Евгений Юфит, Олег Котельников и т. д.) сочетали весёлый витализм живописи с анекдотическими мрачными сюжетами из жизни мёртвых. Евгений Юфит развивал тему «гниения», которая проявлялась ранее в творчестве футуристов 1920-х Крученых и Терентьева. Некрореализм переворачивал узаконенное в культуре СССР отношение к смерти как к единственно возможной героической «смерти за Родину», через любовь к абсурдизму и чёрному юмору художники пытались передать условия существования человека, стоящего на пороге смерти и демонстрирующего какую-либо патологию. Первыми работами группы были постановочные фотографии в «зомби-гриме» и перформансы, в которых имитировались драки и погони на фоне загородных лесов, заброшенных стройплощадок и в вагонах пригородных электричек. Некрореализм положил начало традиции параллельного кино— в 1984 году Евгений Юфит организовал первую экспериментальную киностудию «Мжалалафильм», вокруг которой объединились появившееся независимые кинорежиссёры и художники.

## Московский концептуализм
Малые члены НОМЫ Юрий Альберт, Вадим Захаров и участники группы «Медицинская Герменевтика» через творчество иллюстрировали другую тенденцию художественной сцены 1980-х — «непонятность». Юрий Альберт в серии картин «Я не…» последовательно копировал манеру того или иного художника. Тем самым, русский художник как бы снимал с себя ответственность за своё место на международной сцене. Вадим Захаров выразил «Я не..» в своих работах 1980-х и 1990-х годов присваивая себе многочисленные образы и облики (Одноглазый пират, Пастырь и т. д.).
Младшее (третье) поколение концептуальной школы (после Кабакова и Монастырского) отличается прежде всего фиксацией на персональном, приватном и психологических началах. Группа «Медицинская Герменевтика» ввела в искусство абсолютную произвольность ассоциаций и равнодушие к наличию либо отсутствию у творчества какого-либо продукта. Таким образом, художники рассматривали искусство как форму досуга или как мир персональных явлений.

## Инсталляция

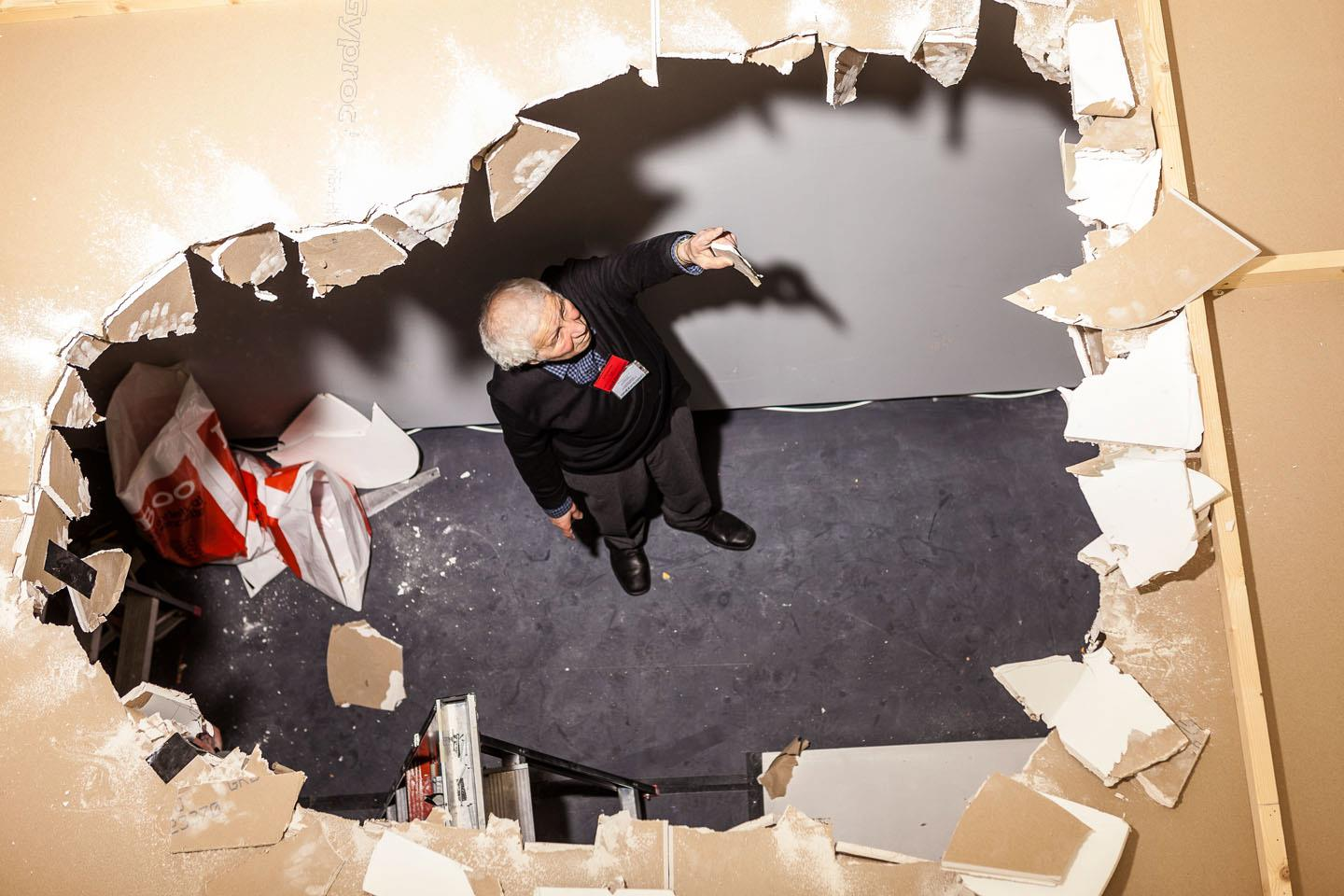
Илья Кабаков в работе над созданием инсталляции «Человек, который улетел в космос из своей квартиры». (Впервые была создана в 1982 году как метафора бегства от советской реальности).

Старшее поколение художников 1980-х (прежде всего, Кабаков) стремилось выразить амбиции универсального, которые были характерны для СССР весь XX век .
Первые инсталляции стала делать Ирина Нахова в 1984 году проект «Комнаты»: стены пустой комнаты художница покрывала иллюзорными рисунками, имитирующими причудливую архитектуру. Кабаков начал создавать проекты с верёвками, на которые был подвешен мусор с «мусорными» бытовыми надписями. Инсталляции Кабакова создают «всепронизывающий», «универсум бывшего СССР», где обособление сознания является героическим актом.

## Провинциальная художественная сцена
В середине 1980-х гг. близкие столичным процессы придали художественной жизни провинции невероятное ускорение. Переживавшие настоящий бум альтернативной культуры провинциальные города по-своему чествовали представителей местного авангардного искусства. Провинциальные процессы этого периода в целом близки к тем, что происходят в столице, включая становление неофициальной сферы. Общие для отечественного искусства процессы можно видеть и, например, в художественной жизни Свердловска, где в 1980-е гг. Е. Малахин (уже выступающий в художественной среде под псевдонимом Старик Букашкин) основывает общество «Картинник», опирающееся на традиции народного искусства, в частности на городской фольклор, Виктор Гончаров, увлекающийся теорией цвета, создает композиции в духе оп-арта. Схожие процессы наблюдаются и в других провинциальных городах. В 1980-е гг. в культуре формально закрытых области и города, в условиях относительной автономии от московского и ленинградского центров можно было видеть существование подлинных «зон свободы». Провинциальная художественная среда переживала в этот период появление таких новых художественных практик и институтов, как частные галереи, аукционы, выставки-продажи, призванные обеспечить функционирование искусства в изменившихся социальных условиях. Выходит несколько интереснейших образцов самиздата, проводятся коллективные художественные, музыкальные и поэтические «подпольные» акции, готовятся авангардные театральные постановки и т.д.

## Значение художественной сцены 1980-х в СССР
Художники соц-арта и московского концептуализма демонстрировали «новой» публике инаковость советского искусства. Инсталляции же позволили выйти за пределы и за советской политики и за пределы интернациональной художественной власти, которая находилась в ожидании станковых картин и технического мастерства. Кабаков смог показать советскую жизнь не как нечто экзотическое, а как универсально понятный мир. При этом универсально понятой вновь оказалась тема «маленького человека»— маргинальное и индивидуальное русской культуры. В провинции также активно развивалось альтернативное искусство, начали появляться новые арт-пространства, где региональные художники получили возможность «экспериментировать» с живописью, инсталляциями.
Благодаря развитию и популяризации индивидуальных выставочных проектов, именно инсталляция стала главной формой высказывания в 1990-е уже в постсоветском искусстве.
Значение художественной сцены 1980-х также может ярко проиллюстрировать высказывание философа и теоретика культуры Виктора Агамова-Тупицына (р. 1945):
Обновленный образ России привел к радикальному обновлению прежней ориенталистской парадигмы: на смену утопическому мировоззрению пришло ностальгическое, для которого коммунальность - это скорее "вчера", чем "завтра". В конце 1980-х годов Россия стала для Запада тем, чем был для него Ориент в викторианскую эпоху, т.е. объектом сублимированных желаний, фантазий, интриг и самообманов.